# Dina De Santis
Dina De Santis (Vicenza, 21 dicembre 1943 – Roma, 4 dicembre 1985) è stata un'attrice cinematografica italiana, nata Carlotta Provin, talvolta accreditata con gli pseudonimi di Dina De Saint e Dyna De Saint.

## Biografia
Inizia la sua carriera di attrice ancora bambina, lavorando in teatro e nella pubblicità. Esordisce al cinema con una piccola parte nel film Lacrime d'amore, del 1954. Bionda, minuta e graziosa, è molto attiva fra il 1954 e il 1967, interpretando ruoli da caratterista in una gran quantità di film, per lo più B-movie, che però non le regalano la celebrità. Spesso richiesta da Federico Fellini per sostenere gustosi ruoli di contorno, appare anche in produzioni di rilievo, come ad esempio 8½ (1963) e Giulietta degli spiriti (1965). Dopo il matrimonio nel 1967 con l'attore e produttore Lucio De Santis, si ritira dalle scene, lavorando per alcuni anni come segretaria di produzione.

## Filmografia
- Lacrime d'amore, regia di Pino Mercanti (1954)
- Una sera di maggio, regia di Giorgio Pàstina (1955)
- Vendicata!, regia di Giuseppe Vari (1955)
- Suonno d'ammore, regia di Sergio Corbucci (1955)
- Io sono la primula rossa, regia di Giorgio Simonelli (1955)
- La rossa, regia di Luigi Capuano (1955)
- Scapricciatiello, regia di Luigi Capuano (1955)
- Serenate per 16 bionde, regia di Marino Girolami (1957)
- Rascel-Fifì, regia di Guido Leoni (1957)
- Le dritte, regia di Mario Amendola (1958)
- Venezia, la luna e tu, regia di Dino Risi (1958)
- Perfide ma... belle, regia di Giorgio Simonelli (1958)
- Napoli è tutta una canzone, regia di Ignazio Ferronetti (1959)
- Agosto, donne mie non vi conosco, regia di Guido Malatesta (1959)
- Spade senza bandiera, regia di Carlo Veo (1960)
- A qualcuna piace calvo, regia di Mario Amendola (1960)
- Il mattatore, regia di Dino Risi (1960)
- Il cavaliere dai cento volti, regia di Pino Mercanti (1960)
- La banda del buco, regia di Mario Amendola (1960)
- Il segreto dello Sparviero Nero, regia di Domenico Paolella (1961)
- Il conquistatore di Corinto, regia di Mario Costa (1961)
- Il ratto delle Sabine, regia di Richard Pottier (1961)
- L'oro di Roma, regia di Carlo Lizzani (1961)
- Le avventure di Mary Read, regia di Umberto Lenzi (1961)
- Gli eroi del doppio gioco, regia di Camillo Mastrocinque (1962)
- 8½, regia di Federico Fellini (1963)
- Il duca nero, regia di Pino Mercanti (1963)
- Golia e il cavaliere mascherato, regia di Piero Pierotti (1963)
- Il vendicatore mascherato, regia di Pino Mercanti (1964)
- Ercole contro Roma, regia di Piero Pierotti (1964)
- Le maledette pistole di Dallas, regia di José Maria Zabalza (1964)
- Tre dollari di piombo, regia di Pino Mercanti (1965)
- Il mistero dell'isola maledetta, regia di Piero Pierotti (1965)
- A 008, operazione Sterminio, regia di Umberto Lenzi (1965)
- Giulietta degli spiriti, regia di Federico Fellini (1965)
- Superseven chiama Cairo, regia di Umberto Lenzi (1965)
- Zorro il ribelle, regia di Piero Pierotti (1966)
- Un milione di dollari per 7 assassini, regia di Umberto Lenzi (1966)
- Gli amori di Angelica, regia di Luigi Latini De Marchi (1966)
- Delitto a Posillipo, regia di Renato Parravicini (1967)
- Assalto al tesoro di stato, regia di Piero Pierotti (1967)
- Addio mamma, regia di Mario Amendola (1967)

## Doppiatrici
- Fiorella Betti in Il cavaliere dai cento volti, Un milione di dollari per 7 assassini
- Maria Pia Di Meo in Il mistero dell'isola maledetta, Zorro il ribelle
- Rosetta Calavetta in Il duca nero
- Vittoria Febbi in Golia e il cavaliere mascherato
- Rita Savagnone in Ercole contro Roma
- Flaminia Jandolo in Delitto a Posillipo
- Valeria Valeri in Assalto al tesoro di stato